# René Marie Albert Dupont
René Marie Albert Dupont M.E.P. (Saint-Jean-le-Blanc, 2 de setembro de 1929 – Andong, 10 de abril de 2025) foi um missionário católico romano francês radicado na Coreia do Sul, bispo-emérito de Andong.

## Carreira
René Marie Albert Dupont se formou no seminário maior de Orleães em junho de 1949 e entrou no seminário maior do MEP em Paris em 1950. Foi ordenado sacerdote em 29 de junho de 1953. Em 1954, estudou na Pontifícia Universidade Gregoriana de Roma e em dezembro daquele ano, chegou à Coreia após a guerra civil. Como resultado do conflito, Andong tornou-se um centro para milhares de pessoas deslocadas e o Padre Dupont estava ao lado delas, ajudando a comunidade local a se desenvolver. De dezembro de 1954 a maio de 1955 e de setembro de 1967 a junho de 1969, o Padre Dupont foi o superior regional do MEP na Coreia.
Paulo VI nomeou-o em 29 de maio de 1969 como o primeiro bispo de Andong. O Arcebispo de Seul, cardeal Stephen Kim Sou-hwan o consagrou bispo em 25 de julho do mesmo ano, em Andong; os co-consagradores foram Victorinus Youn Kong-hi, bispo de Suwon, e John Baptist Sye Bong-Kil, arcebispo de Daegu.
Com a ajuda de alguns padres, o Bispo Dupont empreendeu uma série de iniciativas pastorais e sociais para fortalecer a igreja e a comunidade local em Andong. Em 1972, fundou escolas, uma faculdade e alojamentos para oferecer educação às crianças. Em 1974, ele fundou uma clínica de dermatologia para o diagnóstico precoce e tratamento da hanseníase.
Ele renunciou ao cargo em 6 de outubro de 1990. Mesmo após sua aposentadoria, ele continuou morando e trabalhando na diocese. Em 2019, recebeu o prêmio "Imigrante do Ano", do Ministério da Justiça da Coreia, em reconhecimento às suas contribuições à educação rural e ao desenvolvimento comunitário por mais de 60 anos. Também recebeu o Prêmio da Associação Memorial Paiknam (PMA). No mesmo ano, a Diocese de Andong celebrou seu 50º aniversário e produziu um documentário especial sobre a vida e as obras do Bispo Dupont, que desempenhou um papel vital no desenvolvimento da diocese.

## Morte
O bispo René Dupont morreu no dia 10 de abril de 2025, aos 95 anos, em um hospital em Andong, onde recebia tratamento após passar por uma cirurgia de emergência para tratar um infarto cerebral que tivera dias antes.